# 烟草税
烟草税（英語：Tobacco Duty）是对在英国境内生产或进口到英国的烟草制品征收的一种税，又称为烟草制品税。

## 历史
1660年出现最早的烟草制品税。1976年英国与欧洲经济共同体协商后，引入了现行的烟草制品消费税。